# 1628 na arte

## Nascimentos
| Data           | Nome                | Profissão                     | Nacionalidade | Observações | Ref |
| -------------- | ------------------- | ----------------------------- | ------------- | ----------- | --- |
| 25 de dezembro | Noël Coypel         | pintor                        | França        | m. 1707     |     |
| ??             | José Jiménez Donoso | arquitecto, pintor e escultor | Espanha       | m. 1690     |     |
| ??             | Alexandre Ubeleski  | pintor barroco                | França        | m. 1715     |     |

## Mortes
| Data          | Nome              | Profissão         | Nacionalidade | Observações | Ref |
| ------------- | ----------------- | ----------------- | ------------- | ----------- | --- |
| 14 de janeiro | Francisco Ribalta | pintor            | Espanha       | n. 1565     |     |
| ??            | Belchior de Matos | pintor maneirista | Portugal      | n. 1595     |     |